# 香港の旗
香港の旗（ホンコンのはた）は、一般的に中華人民共和国の香港特別行政区が使用する区旗を指す。赤地に香港を象徴するバウヒニアの花を白色で描いたもので、非公式に「バウヒニア旗」とも呼ばれる。1997年までのイギリス領香港時代には、他のイギリスの海外領土と同様、ブルー・エンサインの地に紋章を加えた旗が使用された（後述）。本項では歴代の旗の意匠と密接な関連がある区章・紋章についても併せて扱う。

## 香港特別行政区区旗
香港特別行政区基本法第10条は区旗を「五星花蕊的紫荊花紅旗（五星雄蕊のバウヒニア赤旗）」とし、「區旗及區徽條例（区旗区章条例）」がデザインの詳細な規格を定めている。
香港人を対象にしたデザイン公募など3年間の活動を経て、1990年2月16日の香港基本法起草委員会第9回全体会議において、34票対15票で何弢 (Ho Tao) によるデザインを草案として採用し、全国人民代表大会の正式決定を経て、基本法に書き込まれた。1996年8月10日香港特別行政区準備委員会第4回全体会議で暫定使用方法が可決され、1997年7月1日の香港返還をもって関連法規が発効、返還式典で初めて公式に掲揚された。

### 香港特別行政区区章

香港の区章

香港特別行政区の区章（區徽，Regional Emblem）は、紅白2色のみを使ったもので、円形である。内側の赤地の円内の意匠は区旗と同じで、バウヒニアの花が白で描かれている。外周の白地の部分には、上部に中国語繁体字の左横書きで「中華人民共和國香港特別行政區」と、下部には英語で「HONG KONG」と書かれ、左下と右下には星がひとつずつ配置される。

### 意味づけ
赤地は中華人民共和国を、白く描かれたバウヒニアの花は香港を、同時に紅白の2色は一国二制度を象徴する。全体として、中国の不可分な一部分である香港が中国に抱かれ繁栄発達する様子を表す。五つの雄蕊の星は、五星紅旗に由来し、香港人の愛国心を意味する。

### バウヒニア

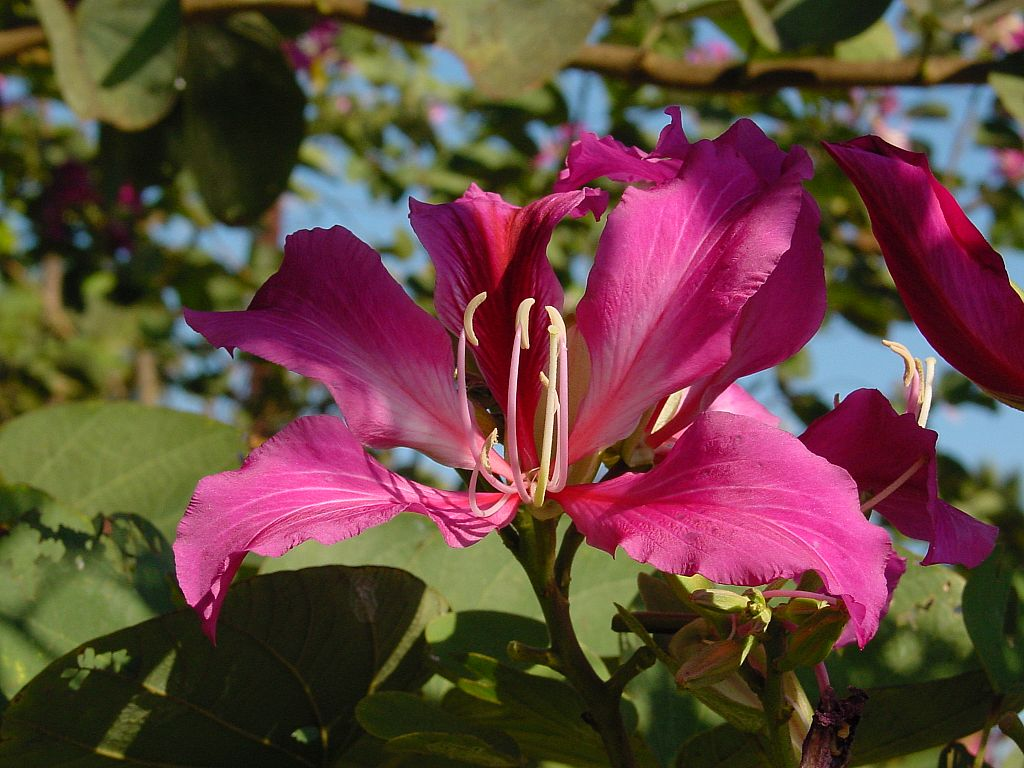
バウヒニアの花

市政局の旗
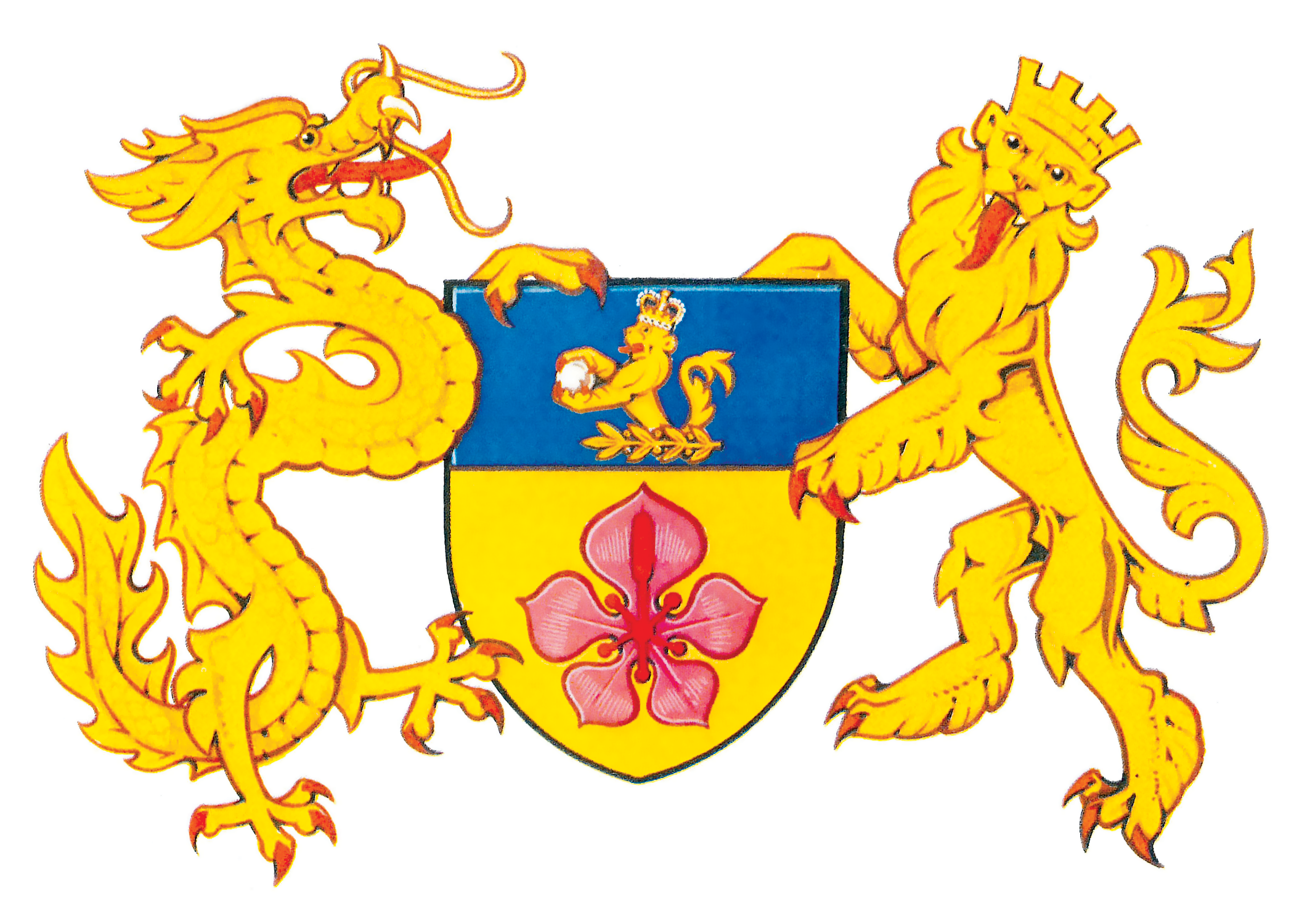
1979年にイングランド紋章院によってデザインされた市政局の紋章

香港の象徴とされるバウヒニアは、Bauhinia blakeanaといい、俗に香港蘭 (Hong Kong orchid tree) と呼ばれることもある。1965年に香港の市花として公式に選ばれ、1999年まで存在した市政局のシンボルマークなどに用いられていた。中国語では通常「洋紫荊」というが、香港基本法の区旗区章についての規定は「紫荊」と呼んでいる（英文版は“bauhinia”）。

### 旗を使用する際の注意点

各種規定に基づいた中国国旗とバウヒニア旗の掲揚方法を再現した図（左が屋内、右が屋外）

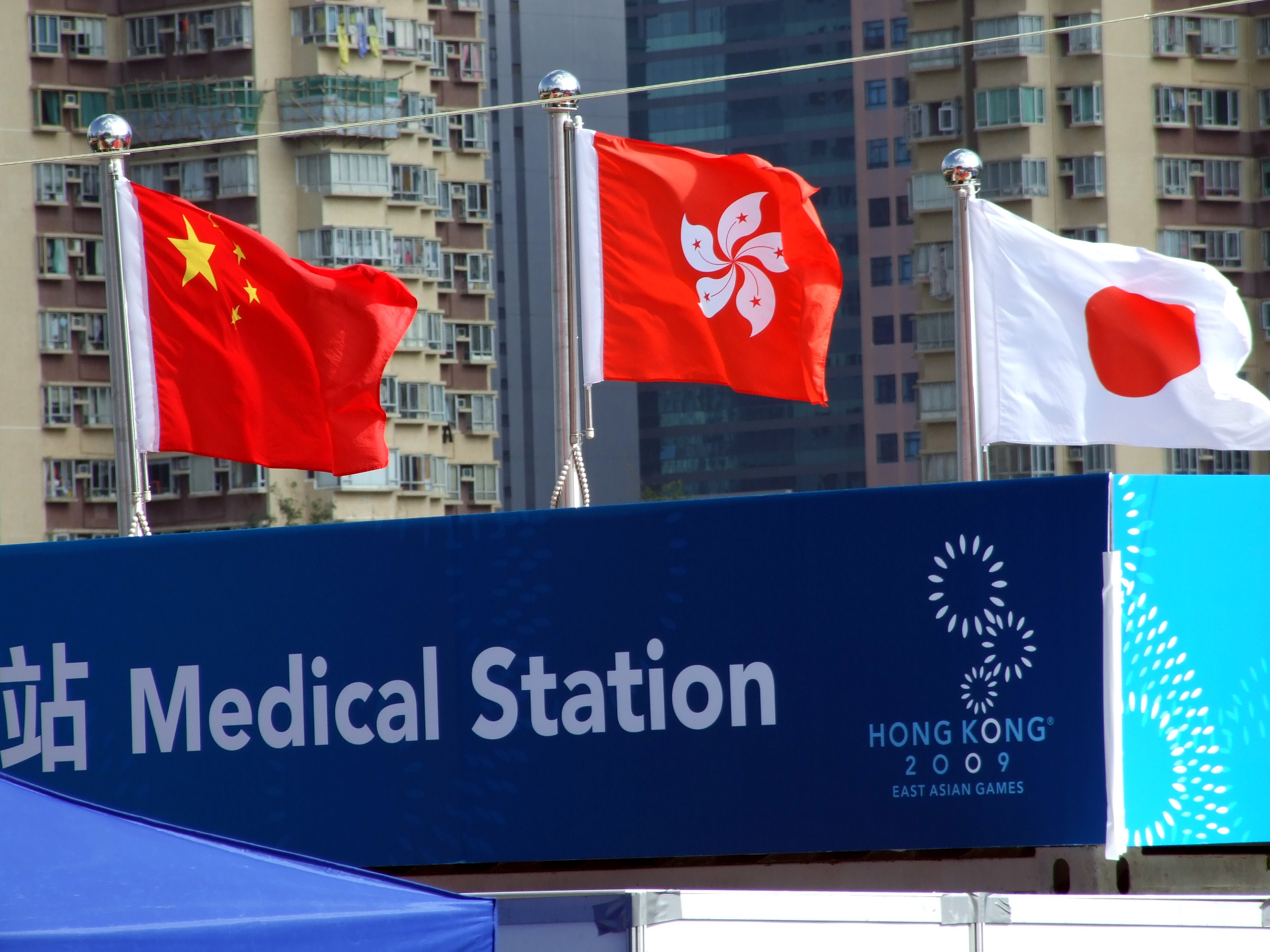
国際的な競技大会でバウヒニア旗が中国国旗よりも上位に掲揚された事例（2009年東アジア競技大会にて）

香港の旗は、「國旗及國徽條例  （国旗国章条例）」及び「區旗及區徽條例（区旗区章条例）」に従って、展示方法と使用方法が厳密に定められている。
特に注意が必要なのは中華人民共和国の国旗（五星紅旗）とバウヒニア旗を同時に使用する場合で、五星紅旗は常にバウヒニア旗よりも中央かつ上部、或いはバウヒニア旗よりも目立つ位置に配置し、バウヒニア旗は五星紅旗よりも常に小さい寸法としなければならない。また、旗を掲揚する場合は五星紅旗を先に、降納する場合はバウヒニア旗を先に扱わなければならない。屋内で掲揚する場合、人が壁を背に前を向いて立っている姿勢を基準として、右側に五星紅旗を、左側にバウヒニア旗をそれぞれ配置する。屋外で形容する場合、人が建物の正面玄関に向いて立っている姿勢を基準として、右側に五星紅旗を、左側にバウヒニア旗をそれぞれ配置する。ただし、オリンピック等の国際的な競技大会の場は条例が定める規則の例外で、香港の代表選手が中国の代表選手よりも好成績を残した場合、バウヒニア旗が五星紅旗よりも上位に掲揚される。
また、区旗区章条例の「保護區旗、區徽」条文（区旗区章保護条文）では、バウヒニア旗を故意に焼却したり、毀損したり、汚したり、踏みつけたり、旗に余計な改変を加える等の行為を通じて旗を公然と冒涜する行為を犯罪行為としており、1999年の事例ではバウヒニア旗に「恥」という字を書き加えた被告が香港終審法院から有罪判決を受けている。2023年5月、香港特別行政区政府は「区旗区章条例」の保護条文を「国旗国章条例」及び「國歌條例（国歌条例）」の内容と一致させ、バウヒニア旗を冒涜する行為をより強力に取り締まる改正案を香港特別行政区立法会に提案した。改正案によると、バウヒニア旗の毀損をより明確に禁ずるため、バウヒニア旗を冒涜する意図でバウヒニア旗が冒涜された状況を故意に公開する行為も禁ずる他、現実世界だけでなくインターネット上での冒涜行為も禁止する予定となっている。

## イギリス統治時代の旗

イギリスの国旗（1842年〜1871年）
香港の旗（1871年〜1876年）
香港の旗（1876年〜1941年、1945年〜1955年）
日本の国旗（1941年〜1945年、日本占領期）
香港の旗（1955年〜1959年）
香港の旗（1959年〜1997年）
香港の商船旗（1959年〜1997年）
香港総督旗（1959年〜1997年）

1997年6月30日までのイギリス統治下では、他のイギリス海外領土と同様にユニオンジャックをカントン（旗の左上の部分）に配した青い旗ブルー・エンサインを基に、旗の右側に紋章あるいは紋章の一部となった図柄を加えた旗が使用された。イギリス統治初期の香港の旗については資料散逸のため詳細は不明であるが、確実な資料が残る範囲では3回に渡って紋章が変更されている。
なお、1941年12月から1945年8月までの間、香港は日本の占領下にあったため、日章旗が掲げられた。
また、2020年に香港国家安全維持法が成立・施行されるまで、香港の非建制派の一部は、中華人民共和国、中国共産党、香港特別行政区政府への抗議の意味を込めて、デモ等で英国統治時代の旗を掲げていた（詳細は香港旗を参照のこと）。

### 阿群帶路圖

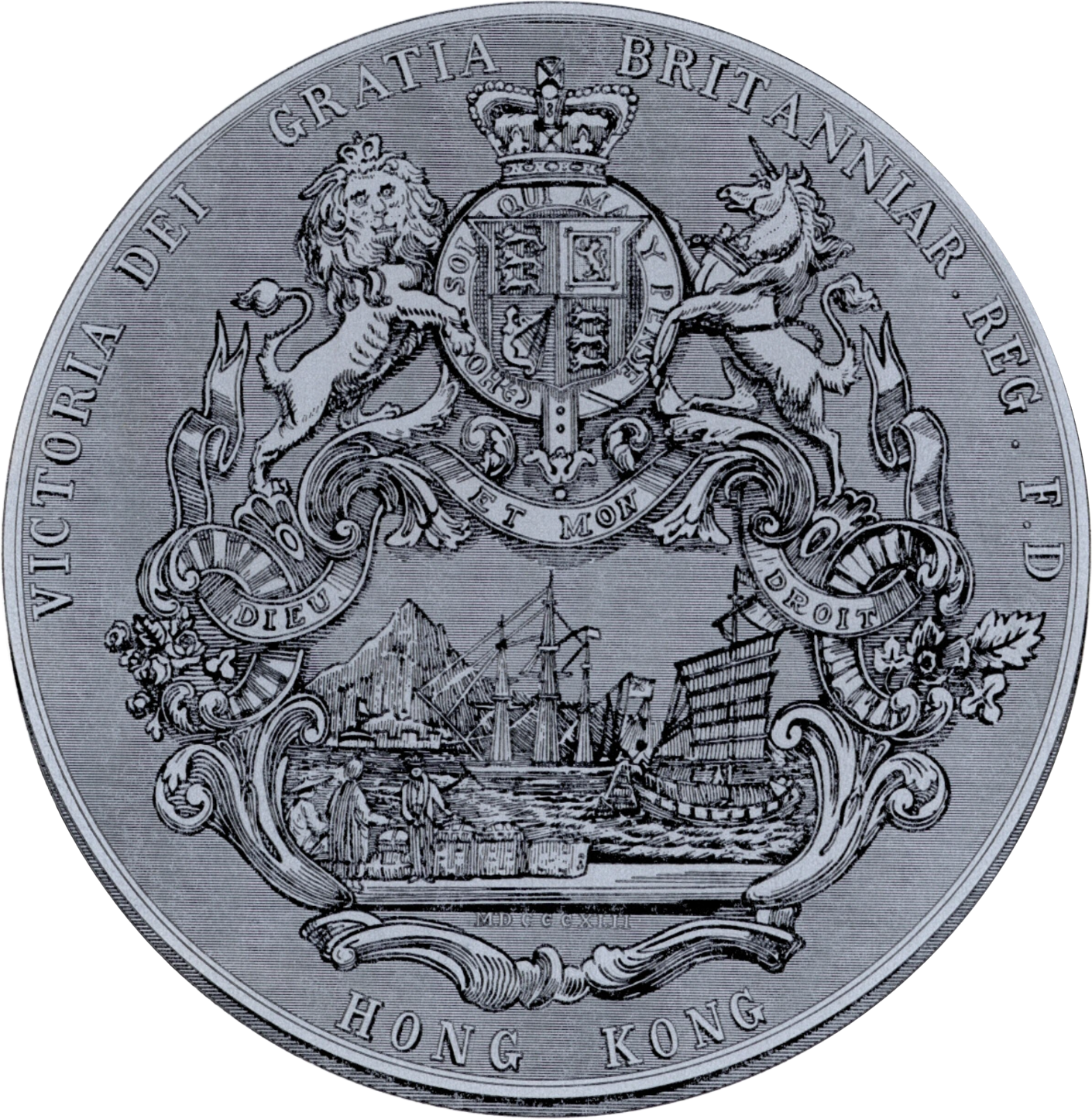
ヴィクトリア時代の公印
「阿群帶路圖」 (1876年〜1955年)
「阿群帶路圖」 (1955年〜1959年)

1876年から1959年までは、若干のデザイン変更があったが「阿群帶路圖（阿群の道案内）」と呼ばれる図柄が旗に取り入れられた。イギリスの国章の下にこの阿群帶路圖を組み合わせたものが紋章 (Colonial Seal Badge) として用いられた。この図柄はイギリス兵が初めて香港島に上陸した際、陳群という女性が道案内したという伝承を象徴するとされる。貨物が置かれ3人の人物がいる手前の陸地は香港島北岸、中国式の帆船ジャンクとイギリス商船の浮かぶ海はヴィクトリア港、向こう側の陸地は九龍半島を示す。1959年の紋章が正式に採用された後、旗からは消えたものの、この図柄は皇家香港警察の徽章や1993年以前に香港上海銀行が発行した香港ドル各券種の紙幣に印刷された紋章などに見られた。

### 1959年の香港紋章

香港の紋章 (1959年〜1997年)

1959年の紋章 (Coat of Arms) はイングランド紋章院がデザインしたもので、同年7月27日香港政庁が正式に旗と紋章のデザインとして採用した。
紋章下部の波打つ海水に囲まれた緑の小島は、イギリスが最初に占領した香港島を象徴する。下部の布には赤い字で「HONG KONG」と書かれている。盾の上部は赤地になっており、イギリス海軍とイギリス商船隊の香港に対する影響を示すネイヴァルクラウンが描かれる。下部は白地で海に浮かぶジャンク2隻を描き、香港が早くから海上貿易を重んじていたことを反映する。
盾を左右から支える盾持ち（サポーター）は、イギリスを表す王冠を戴くライオンと、中国を表す中国式の竜で、両者の融和を意味する。盾の上には、左側のライオンに向かい、香港の美称「東方之珠 (Pearl of the Orient)」に由来する真珠を持ち王冠を戴く小さなライオンが描かれている。小さなライオン（総督）が竜（中国）から取り上げた珠（香港）を大きなライオン（イギリス本国）に差し出している図式であるとも揶揄された。